# プレッツァ
プレッツァ（イタリア語: Prezza）は、イタリア共和国アブルッツォ州ラクイラ県にある、人口約900人の基礎自治体（コムーネ）。

## 地理

### 位置・広がり

#### 隣接コムーネ
隣接するコムーネは以下の通り。
- アンヴェルサ・デッリ・アブルッツィ
- ブニャーラ
- コクッロ
- ゴリアーノ・シーコリ
- プラートラ・ペリーニャ
- ライアーノ
- スルモーナ